# 尼古拉斯·克里斯塔基斯
尼古拉斯·克里斯塔基斯 （Nicholas A. Christakis，1962年5月7日—）是一位希腊裔美国社会学家和医生。他是耶鲁大学社会和自然科学斯特林教授以及耶鲁大学网络科学研究所联合主任。 
克里斯塔基斯于2006年当选为美国国家医学院研究员，2010年当选为美國科學促進會研究员，2017年当选为美国文理科学院研究员。
2009年，克里斯塔基斯入选時代雜誌評選出的时代百大人物。 2009年和2010年，他被外交政策杂志评为全球顶级思想家。